# Élections générales britanniques de 1966 en Écosse
Des élections générales britanniques ont lieu le 31 mars 1966 pour élire la 44e législature du Parlement du Royaume-Uni. L'Écosse élit 71 des 630 députés.

## Résultats
| Partis | Partis       | Voix      | Voix  | Voix       | Total des sièges | Total des sièges | Total des sièges |
| Partis | Partis       | Votes     | %     | +/−        | Sièges           | +/−              |                  |
| ------ | ------------ | --------- | ----- | ---------- | ---------------- | ---------------- | ---------------- |
|        | Travailliste | 1 273 916 | 49,8  | 1,2        | 46 / 71          | 3                |                  |
|        | Conservateur | 960 675   | 37,6  | 3,0        | 20 / 71          | 4                |                  |
|        | Libéral      | 172 447   | 6,8   | 0,8        | 5 / 71           | 1                |                  |
|        | SNP          | 128 474   | 5,0   | 2,6        | 0 / 71           | stagnation       |                  |
|        | Communiste   | 16 230    | 0,6   | 0,1        | 0 / 71           | stagnation       |                  |
|        | Autres       | 638       | 0,0   |            | 0 / 71           | stagnation       |                  |
| Total  | Total        | 2 552 380 | 100,0 | stagnation | 71 / 71          | stagnation       |                  |